# Верхнее Заречье
Ве́рхнее Заре́чье (до 1948 года Ни́жний Фоти́-Сала́; укр. Верхнє Заріччя, крымскотат. Aşağı Foti Sala, Ашагъы Фоти Сала) — упразднённое село в Бахчисарайском районе Республики Крым (согласно административно-территориальному делению Украины — Автономной Республики Крым), располагавшееся на юго-востоке района, на территории Голубинского сельсовета, в веховях бельбекской долины. Сейчас — южный анклав села Нижняя Голубинка на левом берегу Бельбека.

## История
История села очень запутана, что вызвано особенностями исторического заселения местности. Если прочие горные сёла юго-западного Крыма в средние века представляли собой своего рода бурги, то здесь имеется случай разрозненного поселения с несколькими отдельными хуторами, объединявшимися общим названием Фоти-Сала. Древнейшие следы поселения в округе, согласно материалам археологических раскопок, датируются первыми веками до н. э. В более позднее время местность населяли крымские греки-христиане, свидетельством чему — древнейший эпиграфический памятник — надпись на христианском надгробии кладбища на холме Кильсе-Баир (Церковный холм), обнаруженная в 1914 году историком и археологом Р. Х. Лепером, датируемая 1271 годом. В округе обнаружены (археологом Н. И. Репниковым) остатки ещё нескольких храмов и кладбища примерно того же времени. Определить, к истории какого из сёл они относятся, не представляется возможным, как и джизйе дефтера Лива-и Кефе (османские налоговые ведомости) 1652 года, где записано селение мба Фота на ханской земле и 7 фамилий домовладельцев — османских подданных, перебравшихся на жительство в Бахчисарай. Где-то, в районе села, около 1604 года, османы поселили католиков-генуэзцев из захваченной ими Кафы, переселив последних из Сююр-Таша (позднейшее итальянское надгробье старого кладбища — местное название Френк-мезарлык — кладбище франков, датировано 1685 годом).
Со временем христианского населения в деревне не осталось и в «Ведомости о выведенных из Крыма в Приазовье христианах» А. В. Суворова от 18 сентября 1778 года Фоти-Сала не значится.
В последний период Крымского ханства, согласно Камеральному Описанию Крыма 1784 года, деревня относилась к Бахчисарайскаго каймаканства Мангупскому кадылыку, причём записано 4 деревни Феттах Сала (возможно — маале — мусульманские приходы-кварталы одного поселения).
После присоединения Крыма к России (8) 19 апреля 1783 года, (8) 19 февраля 1784 года, именным указом Екатерины II сенату, на территории бывшего Крымского Ханства была образована Таврическая область и деревня была приписана к Симферопольскому уезду. После Павловских реформ, с 12 декабря 1796 года по 1802 год, входила в Акмечетский уезд Новороссийской губернии. По новому административному делению, после создания 8 (20) октября 1802 года Таврической губернии, относилась к Махульдурской волости Симферопольского уезда.

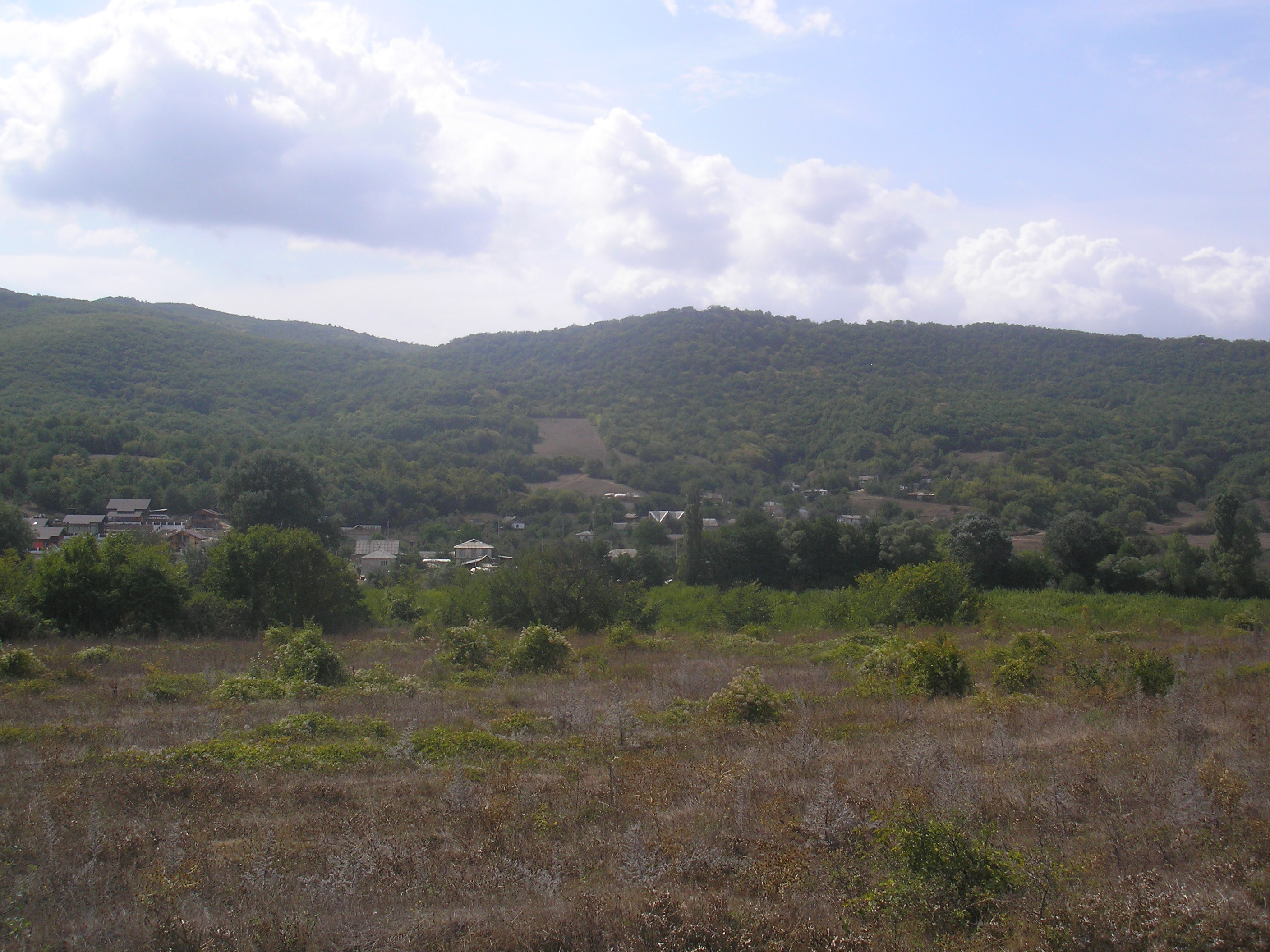
Село Верхнее Заречье (Нижняя Голубинка)

В Ведомости о всех селениях в Симферопольском уезде состоящих с показанием в которой волости сколько числом дворов и душ… от 9 октября 1805 года записана одна деревня Фот-сала, где в 34 дворах проживало 245 жителей — крымских татар, а на военной топографической карте генерал-майора Мухина 1817 года — 2 деревни Фоц-сала — выше и ниже по реке, но общее число дворов — 48. После реформы волостного деления 1829 года деревню, согласно «Ведомости о казённых волостях Таврической губернии 1829 года», отнесли к Байдарской волости.
Именным указом Николая I от 23 марта(по старому стилю) 1838 года, 15 апреля был образован новый Ялтинский уезд и деревню передали в состав Богатырской волости уже Ялтинского уезда.
На карте 1836 года в деревне Фоц-Сала на левом берегу Бельбека (всего отмечено 4 отдельных поселения с таким названием) 28 дворов, а на карте 1842 года — условным знаком «малая деревня». В «Списке населённых мест Таврической губернии по сведениям 1864 года» по результатам VIII ревизии 1864 года, впервые встречается название Фоти-Сала — казённая татарская деревня, со 169 дворами, 529 жителями, 4 мечетями, черепичным заводом при реке Бельбеке и примечанием, что на военно-топографической карте состоит из 4 участков (на трехверстовой карте Шуберта 1865—1876 года в нижней левобережной Фоц-Сале обозначены 10 дворов).
В «Памятной книге Таврической губернии 1889 года» по результатам Х ревизии 1887 года Фот-Сала записана одна, как и на подробной карте 1892 года. Одна деревня записана и в Статистическом Справочнике Таврической губернии 1915 года.
После установления в Крыму Советской власти, по постановлению Крымревкома от 8 января 1921 года была упразднена волостная система и село вошло в состав Коккозского района Ялтинского уезда (округа). Постановлением Крымского ЦИК и Совнаркома от 4 апреля 1922 года Коккозский район был выделен из Ялтинского округа и сёла переданы в состав Бахчисарайского района Симферопольского округа. 11 октября 1923 года, согласно постановлению ВЦИК, в административное деление Крымской АССР были внесены изменения, в результате которых округа (уезды) были ликвидированы, Бахчисарайский район стал самостоятельной единицей и селение включили в его состав, но в результатах переписи 1926 года отдельно ппоселение ещ не значится, с 1935 года в составе Куйбышевского района После установления в Крыму Советской власти, по постановлению Крымревкома от 8 января 1921 года была упразднена волостная система и село вошло в состав Коккозского района Ялтинского уезда (округа). Постановлением Крымского ЦИК и Совнаркома от 4 апреля 1922 года Коккозский район был выделен из Ялтинского округа и сёла переданы в состав Бахчисарайского района Симферопольского округа. 11 октября 1923 года, согласно постановлению ВЦИК, в административное деление Крымской АССР были внесены изменения, в результате которых округа (уезды) были ликвидированы, Бахчисарайский район стал самостоятельной единицей и село включили в его состав.. С 25 июня 1946 года селение в составе Крымской области РСФСР.
Впервые, как самостоятельный населённый пункт, хутор Нижний Фати-Сала встречается в указе Президиума Верховного Совета РСФСР от 18 мая 1948 года о переименовании его в Верхнее Заречье. 26 апреля 1954 года Крымская область была передана из состава РСФСР в состав УССР. На 15 июня 1960 года село ещё числилось в составе Голубинского сельсовета, к 1968 году объединён с селом Нижнее Заречье в Нижнюю Голубинку (согласно справочнику «Крымская область. Административно-территориальное деление на 1 января 1968 года» — с 1954 по 1968 годы) уже как принадлежащий Бахчисарайскому району, следовательно, после упразднения Куйбышевского района 30 декабря 1962 года.